# Моніка Карш
Моніка Карш (нім. Monika Karsch, нар. 22 грудня 1982, Шонгау, Німеччина) — німецька спортсменка, стрілець, срібна призерка Олімпійських ігор 2016 року.

## Виступи на Олімпіадах
| Олімпіада           | Дисципліна                       | Місце |
| ------------------- | -------------------------------- | ----- |
| Ріо-де-Жанейро 2016 | пневматичний пістолет, 10 метрів | 25    |
| Ріо-де-Жанейро 2016 | пістолет, 25 метрів              | 2     |

## Зовнішні посилання
- Моніка Карш — олімпійська статистика на сайті Sports-Reference.com (англ.) (архівна версія)